# Лемма Шепарда
Лемма Шепарда — соотношение в микроэкономической теории потребителя, определяющее связь функции расходов и хиксианского спроса: для дважды непрерывно дифференцируемой функции полезности {\displaystyle u(x)}, обладающей свойствами локальной ненасыщаемости и сильной квазивогнутости, положительных ценах {\displaystyle p} и доходе {\displaystyle R} потребителя предполагаются положительными и при внутреннем решении двойственной задачи потребителя выполнено:
{\displaystyle h(p,x)={\frac {\partial e(p,x)}{\partial p}}},
где {\displaystyle h(p,x)} — спрос Хикса (решение двойственной задачи потребителя;
{\displaystyle e(p,x)} — функция расходов.
Сформулирована Рональдом Шепардом в 1953 году.